# Allocapnia pygmaea
Allocapnia pygmaea är en bäcksländeart som först beskrevs av Hermann Burmeister 1839.  Allocapnia pygmaea ingår i släktet Allocapnia och familjen småbäcksländor. Inga underarter finns listade i Catalogue of Life.